# Mirzalıbəyli
Mirzalıbəyli è un comune dell'Azerbaigian situato nel distretto di Bərdə. Conta una popolazione di 808 abitanti.